# Jean-Baptiste Delaveyne
Dom Jean-Baptiste Delaveyne, O.S.B., (1653-1719) foi um monge e sacerdote beneditino francês que fundou um instituto religioso que continua a servir em todo o mundo. 
Delaveyne nasceu na aldeia de Saint-Saulge em 1653, na antiga província de Nivernais. Ainda adolescente, foi para a cidade de Autun para iniciar seus estudos. Depois de estudar com a Companhia de Jesus, em 1669 entrou na Abadia de São Martinho daquela cidade, por volta dos 16 anos. Ele logo foi enviado a Paris, onde passou os sete anos seguintes estudando. Ele fez sua profissão religiosa em 1670. Enquanto estava lá, ele foi atraído para os círculos artísticos e literários da elite da sociedade parisiense. Após sua ordenação em 1676, ele foi enviado para sua cidade natal para servir como seu pastor, continuando a levar uma vida focada principalmente nas atividades intelectuais da vida literária. 
Dois anos depois, uma observação casual do pastor de uma aldeia vizinha contrastando seu modo de vida com o de São Bento reacendeu o fervor religioso da juventude de Delaveyne. Ele voltou ao seu mosteiro em Autun para um retiro espiritual, a fim de reencontrar o foco de sua vida. Com essa experiência, ele voltou para sua paróquia como um homem mudado. 
Em sua mentalidade religiosa reencontrada, Delaveyne começou a ver a miséria dos pobres da paróquia, especialmente os do campo. Ele começou a trabalhar para aliviar suas necessidades físicas e espirituais. 
Diante desses esforços, em 1680 Delaveyne convidou um grupo de moças da paróquia para se organizar para cuidar das necessidades das mulheres e crianças. Ele as aconselhou:
| “ | Você não deve ter quaisquer preocupações além das de Caridade. Você não deve ter quaisquer interesses além dos desafortunados | ” |
|   | — Jean-Baptiste Delaveyne, La sainte église d'Aix et Arles: Nos évêques .                                                     |   |

Desse modo, Delaveyne fundou a congregação religiosa das Irmãs da Caridade de Nevers, que administrou centenas de conventos e escolas em toda a França desde sua fundação, com sua casa-mãe ainda em Nevers. O membro mais famoso da congregação é Santa Bernadette Soubirous, a visionária de Lourdes.   